# Canton de Tourcoing-Nord
Le canton de Tourcoing-Nord est un ancien canton français, située dans le département du Nord et la région Nord-Pas-de-Calais.

## Composition

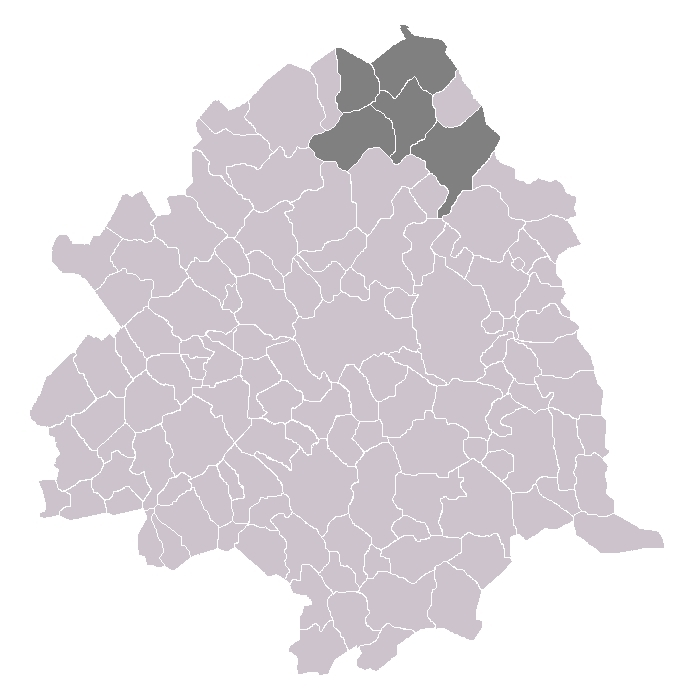
Canton de Tourcoing-Nord dans l'arrondissement de Lille

Le canton de Tourcoing-Nord regroupait les communes suivantes :
| Nom                   | Code Insee | Intercommunalité              | Population (dernière pop. légale)               |
| --------------------- | ---------- | ----------------------------- | ----------------------------------------------- |
| Tourcoing (chef-lieu) | 59599      | Métropole européenne de Lille | Fraction : 14 723(2012) Commune : 95 329 (2014) |
| Bousbecque            | 59098      | Métropole européenne de Lille | 4 841 (2014)                                    |
| Halluin               | 59279      | Métropole européenne de Lille | 20 748 (2014)                                   |
| Linselles             | 59352      | Métropole européenne de Lille | 8 328 (2014)                                    |
| Roncq                 | 59508      | Métropole européenne de Lille | 13 534 (2014)                                   |

## Histoire

### conseillers généraux de 1833 à 2015
- De 1833 à 1848, les cantons de Tourcoing Nord et Tourcoing Sud avaient le même conseiller général. Le nombre de conseillers généraux était limité à 30 par département[1].

| Période               | Identité                               | Parti             | Qualité |
| --------------------- | -------------------------------------- | ----------------- | --- |
| 1833-1835 démission   | Louis Destombes-Rousselle              | Royaliste         | Négociant, ancien maire de Tourcoing (1822-1830)                                                                                |
| 1835-1848             | Edouard Nicolas Defontaine (1789-1870) |                   | Magistrat Propriétaire à Marquette                                                                                              |
| 1848-1852             | Félix Leurent (1774-1857)              |                   | Docteur en médecine à Tourcoing                                                                                                 |
| 1852-1870 décès       | Edouard Nicolas Defontaine             |                   | Ancien magistrat, propriétaire à Lille                                                                                          |
| 1870-1880             | Charles-Germain Roussel-Defontaine     |                   | Négociant, maire de Tourcoing (1856-1871)                                                                                       |
| 1880-1892             | Charles Jonglez                        | Droite            | Industriel à Tourcoing, Député (1884-1889) Président du Comité des écoles primaires catholiques de Lille                        |
| 1892-1893 (démission) | François Masurel-Jonglez (1855-1894)   | Républicain       | Industriel à Tourcoing (filatures et retorderies de laines)                                                                     |
| 1893-1919             | Émile Barrois-Lepers (1847-1922)       | Droite Catholique | Négociant en laines brutes à Tourcoing                                                                                          |
| 1919-1925             | Léon Delacherie (1871-1957)            | RG                | Notaire - Propriétaire à Linselles                                                                                              |
| 1925-1940             | Robert Descamps (1887-1941)            | Libéral RG        | Filateur de lin Maire de Linselles                                                                                              |
|                       |                                        |                   | |
| 1945-1965 décès       | Paul Delmotte                          | MRP               | Représentant de commerce Député (1951-1955) Maire de Linselles (1947-1965)                                                      |
| 13 juin 1965-1967     | Maurice Schumann                       | MRP puis UDR      | Ecrivain Député (1945-1973) Ministre (entre 1951 et 1973)                                                                       |
| 1967-1985             | Albert Bocktaels                       | UDR puis RPR      | Agent de maîtrise à la caisse primaire de Sécurité sociale de Tourcoing, propriétaire à Neuville-en-Ferrain                     |
| 1985-1987 décès       | Albert Desmedt                         | DVD               | Maire d'Halluin |
| 1987-1992             | Alexandre (Alex) Faidherbe             | PS                | Directeur d'école Maire d'Halluin (1989-2001) Ancien suppléant du député Gérard Haesebroeck                                     |
| 1992-1998             | Henri Desmettre                        | UDF-CDS           | Pharmacien Maire de Roncq (1983-1995)                                                                                           |
| 1998-2004             | Alexandre (Alex) Faidherbe             | PS                | Retraité Maire d'Halluin, suppléant du député Jean-Pierre Balduyck                                                              |
| 2004-2015             | Marie Deroo                            | PS                | Retraitée de l'enseignement Conseillère générale déléguée au Conseil départemental consultatif de développement social, Halluin |

### Conseillers d'arrondissement (de 1833 à 1940)
| Période                                  | Période      | Identité                                  | Étiquette       | Qualité |
| ---------------------------------------- | ------------ | ----------------------------------------- | --------------- | --- |
| 1833                                     | 1836 (décès) | Pierre Joseph Dewitte-Delobel (1785-1836) |                 | Cultivateur, ancien maire de Neuville-en-Ferrain (1816-1830)                                                |
| 1836                                     | 1848         | Jean-François Défontaine                  |                 | Notaire, adjoint au maire de Tourcoing                                                                      |
|                                          |              |                                           |                 | |
| 1877                                     |              | Charles Dhalluin (1827-1905)              | Droite          | Notaire, maire de Linselles                                                                                 |
|                                          |              |                                           |                 | |
| 1895                                     | 1919         | Louis Sion (1866-1936)                    | Libéral         | Industriel à Tourcoing                                                                                      |
| 1919                                     | 1926 (décès) | Alcide Mullet (1857-1926)                 | Républicain     | Vétérinaire à Halluin                                                                                       |
| 1926                                     | 1940         | Jules Cornard                             | Union nationale | Maire de Roncq (1925-1935)                                                                                  |
| 1940                                     |              |                                           |                 | Les conseils d'arrondissement ont été suspendus par la loi du 12 octobre 1940 et n'ont jamais été réactivés |
| Les données manquantes sont à compléter. |              |                                           |                 | |

## Démographie
| 1962 | 1968 | 1975 | 1982 | 1990   | 1999   | 2006   | 2011   | 2012   |
| ---- | ---- | ---- | ---- | ------ | ------ | ------ | ------ | ------ |
| -    | -    | -    | -    | 57 819 | 59 748 | 60 876 | 61 465 | 61 669 |